# Nanny Diaries

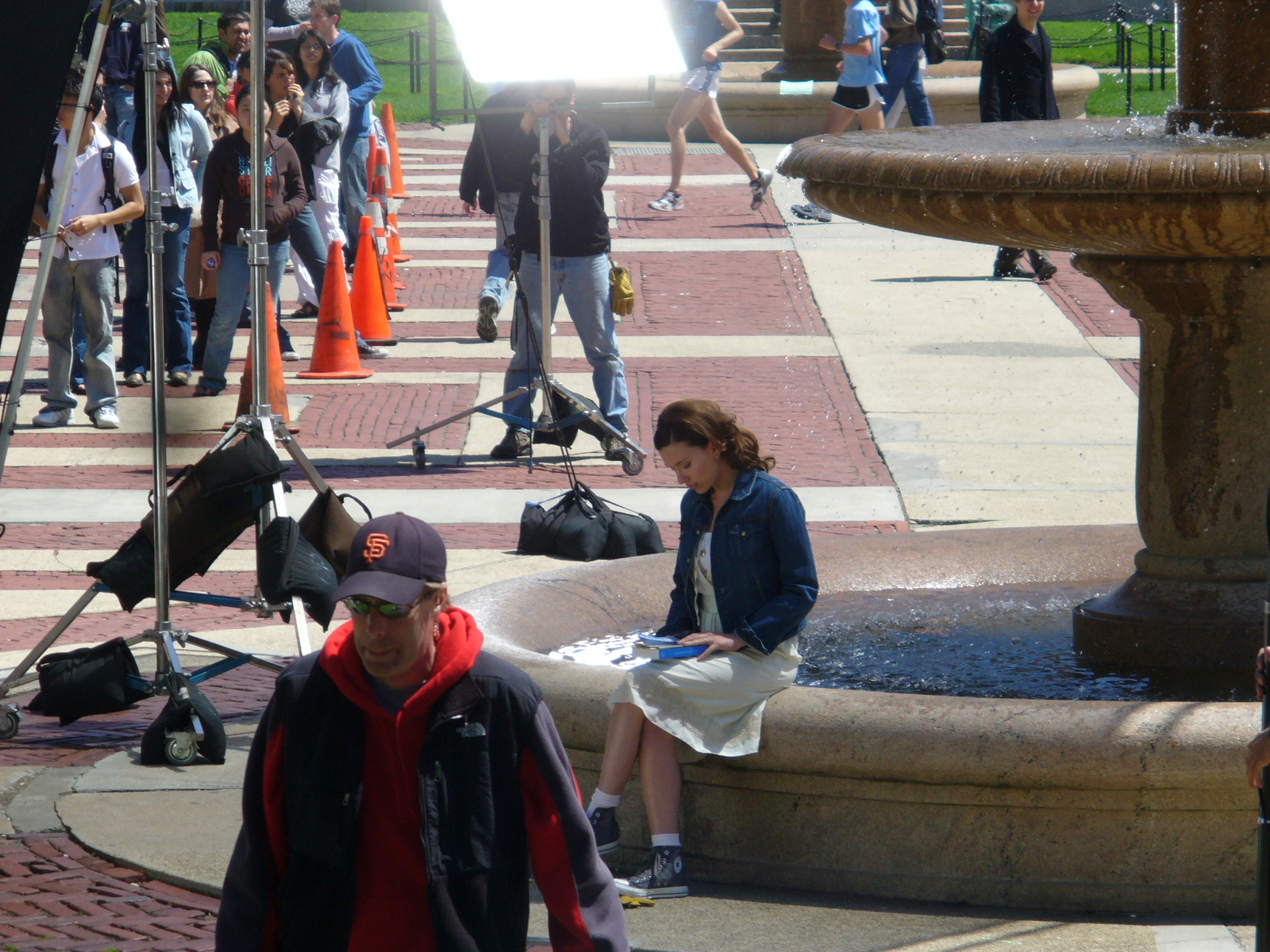
Scarlett Johansson bei den Filmaufnahmen von Nanny Diaries (2006)

Nanny Diaries ist ein US-amerikanisches Filmdrama von Shari Springer Berman und Robert Pulcini aus dem Jahr 2007. In der Hauptrolle ist Scarlett Johansson als Annie Braddock zu sehen.
Der Film basiert auf dem gleichnamigen Roman von Emma McLaughlin und Nicola Kraus aus dem Jahr 2003.

## Handlung
Annie Braddock ist eine junge Frau aus New Jersey, die nach ihrem Abschluss in Anthropologie bei der Jobsuche in eine Identitätskrise gerät, weil sie selbst nicht zu wissen scheint, wer sie eigentlich ist. Durch einen Zufall trifft sie im Central Park auf Mrs. X, eine Dame aus der New Yorker Oberschicht, die sie auf Grund ihres Namens Annie für eine Nanny hält und ihr prompt eine Stelle als Kindermädchen für ihren Sohn anbietet, welche sie nach kurzer Bedenkzeit auch annimmt.
Schon am Tag ihres Einzuges in die noble Wohnung im Stadtteil Upper East Side merkt Annie, dass ihre neue Arbeit ganz anders werden wird, als sie es sich vorgestellt hat. Zunächst erfährt sie, dass ihre Vorgängerin auf Grund eines einzelnen Dates entlassen wurde, dann erhält sie ein Zimmer in der Wohnung, welches eher einer Besenkammer gleicht, und zu allem Überfluss scheint der Sohn Grayer sie zu hassen, da er noch sehr an seiner alten Nanny hängt.
Auf dem Hausflur lernt Annie nach kurzer Zeit Hayden, den attraktiven Nachbarn der Familie X, kennen, der zunächst allerdings nur als Harvard Hottie bezeichnet wird. Im Laufe der ersten Wochen gelingt es Annie, ihre Beziehung zu Grayer in den Griff zu bekommen, und der kleine Junge schließt sie als Ersatzmutter in sein Herz, da seine echte Mutter egozentrisch ist und keine echte Beziehung zu ihrem Sohn hat. Genauso wenig konnte der Vater des Kindes eine Beziehung zu diesem aufbauen, stattdessen vernachlässigt er den Sohn sowie seine Frau, wodurch er Familienprobleme verursacht.
Durch Annies Freundschaft mit Hayden und ihre gute Beziehung zu Grayer, auf die seine Mutter mehr und mehr eifersüchtig wird, spitzen sich die Probleme zu. Auch Annies Wunsch nach gelegentlichen freien Abenden ist Mrs. X ein Dorn im Auge. Durch die Installation der berüchtigten Nanny Cam will sie ihre Bedenken bestätigen. Ein weiteres Problem für Annie stellt ihre Mutter, eine engagierte Krankenschwester, dar, welche glaubt, dass ihre Tochter in einer Bank arbeitet und sie nach ihrem Wegzug aus dem Elternhaus nur zu gerne besuchen will.
Nachdem Mrs. X zu dem Entschluss gekommen ist, dass Annie keine gute Nanny ist, wobei sie nie auch nur einmal an ihren Sohn denkt, wird sie kurzerhand während eines Kurzurlaubes entlassen, wodurch sie ihrem eigenen Kind und dem jungen Kindermädchen das Herz bricht. Um ihrem Ärger Luft zu machen, entschließt sich Annie, in die leere Wohnung zu gehen, ein wenig zu randalieren und ihrer ehemaligen Arbeitgeberin per Nanny Cam die Meinung zu zeigen, ohne damit zu ahnen, dass ihre Worte Mrs. X und einige weitere Mütter bei einem gemeinsamen Treffen tief berühren.
Am Ende entschließt sich Mrs. X, sich von ihrem Mann zu trennen und mehr Zeit mit ihrem Sohn zu verbringen. Annie wird mit ihrem Verehrer Hayden glücklich.

## Hintergrund
Der Film wurde in New York City, in East Hampton auf Long Island, in Hoboken (New Jersey) und in Toronto gedreht. Die Dreharbeiten fanden unter anderem im April 2006 statt. Das Budget des Films wurde auf rund 20 Millionen US-Dollar geschätzt. Der Film startete in den Kinos der USA und Kanada am 24. August 2007. Am 31. August 2007 wurde der Film bei den Internationalen Filmfestspielen von Venedig vorgeführt. Der Kinostart erfolgte in der Schweiz am 11. Juni 2008, in Deutschland am 14. August 2008 und in Österreich am 24. Oktober 2008. Am Eröffnungswochenende spielte er in den USA knapp 7,5 Millionen US-Dollar ein. Insgesamt beliefen sich die Einnahmen in den USA auf über 25,9 Millionen US-Dollar.
Der Film enthält mehrfach Anspielungen auf den britischen Film Mary Poppins mit Julie Andrews, darunter den roten Schirm, das Wort „Superkalifragilistischexpiallegetisch“ sowie einen Auszug aus der Filmmusik.

## Soundtrack
Am 21. August 2007 wurde der Soundtrack in Deutschland von Adrenaline Records (Sony Music Entertainment) veröffentlicht, der 15 Musiktitel mit einer Gesamtspieldauer von 57:23 Minuten enthält.
| Nr. | Titel                            | Interpret                   | Dauer |
| --- | -------------------------------- | --------------------------- | ----- |
| 1.  | Got to Give It Up                | Marvin Gaye                 | 4:04  |
| 2.  | Why Can’t We Be Friends          | War                         | 3:48  |
| 3.  | LDN                              | Lily Allen                  | 3:12  |
| 4.  | Magot Tcheri (In The Summertime) | Fatal Mambo                 | 3:19  |
| 5.  | All Around the World             | Lisa Stansfield             | 4:28  |
| 6.  | Native New Yorker                | Odyssey                     | 5:35  |
| 7.  | Won’t Let You Down               | Urban Delights              | 5:40  |
| 8.  | Stuck Between Stations           | The Hold Steady             | 4:11  |
| 9.  | Stay                             | Simply Red                  | 3:06  |
| 10. | The Fact Is (I Need You)         | Jill Scott                  | 4:38  |
| 11. | Just Don’t Want to Be Lonely     | The Main Ingredient         | 3:34  |
| 12. | Crystal Blue Persuasion          | Tommy James & the Shondells | 4:04  |
| 13. | Closer                           | Joshua Radin                | 2:52  |
| 14. | Raitra (Big Island Radio Mix)    | Tarika                      | 3:56  |
| 15. | Museum Visit                     | Mark Suozzo                 | 0:55  |

## Synchronisation
Die deutsche Synchronbearbeitung entstand bei Berliner Synchron in Berlin. Das Dialogbuch verfassten Dorothee Muschter und Roswitha Bojahr, Synchronregie führte Dorothee Muschter.
| Darsteller         | Deutscher Sprecher       | Rolle          |
| ------------------ | ------------------------ | -------------- |
| Scarlett Johansson | Luise Helm               | Annie Braddock |
| Kaitlin Hopkins    | Katarina Tomaschewsky    | Bitsy          |
| Alison Wright      | Katrin Zimmermann        | Bridget        |
| Nathan Corddry     | Tommy Morgenstern        | Calvin         |
| Patrick Heusinger  | Jaron Löwenberg          | Carter         |
| Nicholas Art       | Joe Speckter             | Grayer         |
| Chris Evans        | David Turba              | Harvard Hottie |
| Julie White        | Katharina Koschny        | Jane Gould     |
| Charlie Hewson     | Nico Mamone              | Jojo           |
| Donna Murphy       | Christin Marquitan       | Judy Braddock  |
| Alicia Keys        | Vera Teltz               | Lynette        |
| Rosa Nino          | Monica Bielenstein       | Maria          |
| Judith Roberts     | Kerstin Sanders-Dornseif | Milicent       |
| Nina Garbiras      | Antje von der Ahe        | Miss Chicago   |
| Paul Giamatti      | Erich Räuker             | Mr. X          |
| Laura Linney       | Heike Schroetter         | Mrs. X         |
| Heather Simms      | Peggy Sander             | Murnel         |
| Stephen O’Reilly   | Jeffrey Wipprecht        | Reggie         |
| Sakina Jaffrey     | Iris Artajo              | Sima           |
| Brande Roderick    | Ina Gerlach              | Tanya          |

## Kritiken
„Die reizvolle satirische Außenperspektive der distanziert beobachtenden und wertenden ‚Forscherin‘ wird zunächst mit großem Tempo und mit viel Witz inszeniert, büßt aber zunehmend an Scharfsinnigkeit ein und wandelt sich zur versöhnlich-seichten Komödie.“

„Ein langweiliger Schmarrn, den auch die aparte Hauptdarstellerin als leidgeprüfte Nanny oder die meist gut aufgelegte Laura Linney als verbiesterte Mutter nicht zu retten vermögen. Die Story plätschert allzu unglaubwürdig, vorhersehbar und belanglos dahin, als dass sie als Persiflage auf die Möchtegern-High-Society funktionieren würde.“

## Auszeichnungen
Nicholas Art wurde 2008 beim Young Artist Awards in der Kategorie Best Performance in a Feature Film – Young Actor Age Ten or Younger nominiert.